# Гадираджу, Нагарджуна
Нагарджуна Гадираджу (род. 3 августа 1960 года в Нагарджуна Сагаре) — индийский активист, популяризирующий свободные знания и свободное программное обеспечение, является председателем Индийского фонда свободного ПО. Работает в Центре научного образования Хоми Баба, созданном Институтом фундаментальных исследований Тата, Мумбаи, Индия. Его основные научные интересы включают научное образование, когнитивную науку, историю и философию науки и структуру и динамику знаний.

## Биография
Нагарджуна родился в 1960 году в Нагарджуна Сагаре, штат Андхра-Прадеш, Индия.
Нагарджуна получил степень магистра биологии и магистра искусств философии в Делийском университете, и степень доктора в философии науки в Индийском институте технологий Канпура.
Сферу научных интересов Нагарджуны составляют семантическая паутина, организация знаний, искусственный интеллект, философия науки, биологические корни знаний и моделирования сложных систем с особым интересом к познавательному развитию. Он занимался спецификацией и реализацией распределённой базы знаний под названием GNOWSYS. Он является архитектором gnowledge.org, общественного портала, который был запущен 2 февраля 2007 года. Он был разработчиком ядра и архитектором SELF Platform. В настоящее время он курирует четырёх учёных в области естественно-научного образования в Центре Хоми Баба.
Нагарджуна является активным членом Фонда свободного ПО в Индии. Он является одним из спикеров материнской организации. Он также является одним из основателей, действующим председателем и членом совета директоров Фонда свободного ПО Индии.
Нагарджуна интересуется историей и философией науки. Он создал иллюстрированную выставку, посвящённую истории науки в Центре Хоми Баба. Он также ведёт курсы повышения квалификации по истории и философии науки в Центре Хоми Баба и Центре мастерства фундаментальных наук.